# Kevin Sydney
Pour les articles homonymes, voir Miméto(homonymie).
Kevin Sydney est un personnage de fiction appartenant à l'univers de Marvel Comics. Dans la continuité principale, Kevin Sydney est connu sous le nom de code Miméto en français, Changeling en version originale. Dans la série télévisée X-Men, son nom de code est Morph. C'est également le nom employé, par la plus connue des versions alternatives du personnage, membre fondateur et régulier des Exilés.

## Biographie fictive
Mimeto était le numéro deux de Facteur 3. Seul le maître mutant était au-dessus de lui. 
Le Facteur 3 est une organisation criminelle qui vise à établir la suprématie des mutants sur la planète en dressant l’Est contre l’Ouest (On est alors en pleine Guerre froide) dans une Troisième Guerre mondiale nucléaire qui doit marquer la fin de la civilisation de l’humanité non mutante.
Tel un procureur, il accuse dans une forme de procès les X-Men prisonniers de trahison contre leurs frères mutants. Il exécute la sentence du jury formé par le Fantôme, le Colosse, Unus et le Cerveau et place les X-Men dans une machine qui sapera leur volonté. Il devient sensible aux arguments du Professeur X qui cherche à le convaincre de la traîtrise de son supérieur. 
Si la Terre devient une ruine radioactive suivant son plan, même les mutants périront. Il finit par relâcher Xavier et le Hurleur. Il aide ainsi à démasquer le maître mutant comme une sorte de pieuvre extraterrestre venue conquérir la terre pour sa race.
Plus tard, il découvre qu’il n’a au plus six mois à vivre, atteint par le cancer. 
Désireux de se racheter, il propose son aide au professeur qui lui demande de prendre sa place tandis que lui prépare en secret la défense de la terre contre les envahisseurs Zn’Ox. Il prend alors l’allure de Xavier et reçoit de lui une partie de ses pouvoirs mentaux. Seule Strange Girl est mise dans la confidence. 
Il participe au combat contre Grotesk en usant de sa télépathie et dirige en chef les X-Men.  Il périt avec Grotesk dans l’explosion de l’oscillotron (une machine que voulait utiliser le monstre pour détruire la planète en créant des tremblements de terre). 
Avant de mourir dans les bras d’Angel, il révèle aux X-Men sa maladie mais pas son identité. Grotesk n’est pas mort dans l’explosion. 
Il réapparaîtra neuf ans plus tard en se battant avec Miss Marvel (dans Miss Marvel #6 en VO). 
John Byrne a fait revivre Changeling dans deux épisodes loufoques de Miss Hulk (She-Hulk deuxième série # 34 et 35 ). Le vaudou Ergot Noir a ressuscité en zombies le X-Man repenti et trois autres vilains morts (Harry Leland, Scaleface et le Diamant Noir) au sein du gang des X-Humés.
Alors qu’ils s’enfuyaient en voiture, le gang et le vaudou ont été repérés par la police qui a vu passer Elvis Presley à l’intérieur (en réalité Changeling transformé).
Finalement, le vaudou a été arrêté et les zombies se sont laissés enterrer par Miss Hulk.